# Arija Bareikis
Arija Allison Bareikis (* 21. Juli 1966 in Bloomington, Indiana) ist eine US-amerikanische Schauspielerin. Weitreichende Bekanntheit erreichte sie hauptsächlich durch ihre Rolle als Kate im Film Rent a Man – Ein Mann für gewisse Sekunden. Im ersten Teil der Purge Filmreihe, The Purge – Die Säuberung, war sie als Mrs. Grace Ferrin zu sehen. Außerdem wurde sie als Mitglied des Hauptcasts der Serie Southland (als Officer Chickie Brown) bekannt und hatte längere Handlungen umspannende Rollen in Crossing Jordan – Pathologin mit Profil und Oz – Hölle hinter Gittern inne.

## Leben
Bareikis wurde in Bloomington, Indiana, geboren. Sie hat litauische Vorfahren. Sie ist 1988 Absolventin der Stanford University. Ihr Vater ist Professor für germanische Literatur an der Indiana University.